# Нирагонго
Нирагонго (Nyiragongo) е стратовулкан, разположен в Националния парк „Вирунга“ в ДР Конго, недалеч от границата с Руанда.
Издига се на височина 3470 m над морското равнище. Той е част от планината Вирунга, вулканична верига, която от своя страна е част от Източноафриканската рифтова зона. По протежение на Вирунга са разположени общо 8 вулкана. От изток на запад това са Мухабура, Гахинга, Сабиньо, Визоке (Бисоке), Микено, Карисимби, Нирагонго и Нямурагира (Нямулагира). Повечето от тези вулкани са угаснали, но Нирагонго, заедно с Нямурагира са едни от най-активните вулкани в Африка. На тях се дължат 2/5 от вулканичните изригвания на континента. Двата общо имат над 50 ерупции през последните 150 години. Кратерът на Нирагонго има приблизителен диаметър 2 km. и дълбочина около 250 m. Освен централния кратер, близо до върха са се образували два странични кратера – Барута и Шахеру, а северно и южно от основата – няколко странични конуса. По повърхността на вулкана има огромно количество пукнатини, които преминават от върха до основите му, стигат чак до град Гома и лавата може да се излива безпрепятствено през тях. Районът е покрит с тропическите гори на националния парк, обитавани от силно застрашената планинска горила, която е записана в Червената книга на Международния съюз за опазване на природата (International Union for Conservation of Nature).

## Геология
Постоянната активност на Нирагонго се характеризира или с обикновена магмена ефузия, или с умерена ерупция от експлозивен тип, често наблюдавани на много места по света. Необичайната му активност се обяснява с местоположението му между две тектонски плочи. Кратерът на вулкана е запълнен със сърповидно езеро от лава. Това е най-обширното езеро от лава в света, а дълбочината му е около 600 m. Температурата ѝ варира от 950° до 1215 °C. В състоянието на самото езеро се наблюдава известна цикличност. В спокойно състояние върху него се появява тъмна тънка кора от застинала лава, пресичана от огнени пукнатини. След известно време лавата започва да клокочи, бързо разтопява засъхналите части и изхвърля горещи струи на около 20 m. разстояние. Този цикъл се повтаря на около половин час. Нивото на лавата в кратера през последните години се увеличава, а над него се носят гореща пара, отровни вулканични газове и серен диоксид. През пукнатините по склоновете му също се издигат пара и газове. Лавата на Нирагонго има особен химичен състав, което води и до изключително ниския ѝ вискозитет, т.е. – прави я по-течна. Благодарение на това тя се движи много по-бързо от тази на останалите вулкани, като скоростта ѝ може да достигне до 100 km/h. Комбинацията от малка гъстота и висока температура на лавата я прави изключително разрушителна и смъртоносна.
По стените на калдерата могат да се проследят различни наслагвания в зависимост от вида на вулканичните ерупции с течение на времето. Тук се виждат както слоеве от застинала лава, така и цели скални късове, лапили и вулканични бомби с различни размери, слепени едни за други и наричани вулканични туфи. На някои места тези слоеве са нагънати и изправени на почти 80° спрямо дъното на калдерата.

## Фази на развитието
По време на развитието на ерупцията на вулкана се отбелязват три основни фази.
През първата фаза лавата е пропита с мелилити и се характеризира с наличието на фенокристали от калсилит, перовскит и изобилие на калцит в основните скали. Лавата се отлага главно по вътрешните кратерни стени и постепенно еволюира до мелилитен нефелин, който добре може да се забележи по фланговете на вулкана. Активните пукнатини в основата на конуса се развиват в радиална система от фрактури, от които се излива оливинова лава и/или клинопироксен, богат на мелилити и нефелини.
През втората фаза лавата съдържа нефелин, свободен от мелилит. Основните фенокристали са от клинопироксен, а фелдшпатите присъстват в изобилие в състава ѝ. Наличието на тези минерали може да се проследи по стените на кратера. Те са резултат от периодичното преливане на магма от отвора на вулкана. Обемният разлив през широките фисури, които еруптират в основата на конуса към края на тази фаза от своя страна предизвиква увеличаване на дълбочината на кратера на върха.
Магмата от върха изригва по време на третата фаза. Съдържа отново основно мелилитен нефелин и главната характеристика на вулкана преди това изригване се състои в наличието на постоянно езеро от лава в кратера. То се наблюдава до ерупцията от 1977 г., както и след тази от 2002 г. Колебанията във височината на това езеро довежда до образуването на вътрешнократерни тераси. Периодичното преливане на лавата от езерото формира нефелинови агрегати в калдерата. Основните съставки на лавата – мелилитът и нефелинът избухват на върха на кратера заедно с клинопироксенни фракции от по-прост вид. Изобилието на фелдшпати в нея се дължи главно на флотацията на нефелина. Лавата, избухваща през паразитните отвори, е основно оливинова и/или клинопироксенова. Тази, еруптирала от второстепенния конус Muja, е по-специфична, с високо съдържание на магнезий, което се дължи на добавката от оливин към стопилката от мелилит и нефелин. Течните фракции и стопилките от оливинови и клинопироксенови фенокристали говорят за дълбочина на кристализацията от около 10 или 14 km. Това предполага наличието на два резервоара на две различни нива в дълбочина, за които се предполага, че се свързват помежду си периодично.

## Изследвания
Пръв на върха на Нирагонго се изкачва немският изследовател Густав Адолф фон Гьотцен през 1894 г. Кратерът тогава представлявал обширен цилиндричен отвор, широк повече от 1000 m с дълбочина около 200 m. Дъното му било съвсем плоско, пробито в центъра от два допрени един до друг кладенеца, образуващи нещо като осморка. Всичко това било абсолютно празно, без следи от лава. По-късно, след редица пропадания, някогашното двойно гърло се е превърнало в един-единствен широк кладенец, заемащ почти половината от калдерата.
В продължение на много години научни експедиции правят безуспешни опити да достигнат до езерото от лава в кратера на вулкана. През юни 1948 г., след 5-месечни тренировки по околните склонове, френско-белгийският вулканолог Харун Тазиев успява да се изкачи до върха на кратера и се спуска в калдерата. Нужни са му обаче още 10 години за да стигне до езерото от лава в центъра му. Това става през юли 1958 г. Експедицията отбелязва денонощни колебания в нивото на езерото от около 5 m. Прави различни измервания и събира образци от лавата и изхвърляните газове за изследване.

## Вулканична активност
Преди 1977 г. Нирагонго никога в историческо време не е демонстрирал сериозна активност извън кратера си. Отбелязани са слаби ерупции през 1912, 1938 и 1948 г.

### Ерупция през 1977 г.
В подножието на вулкана на 18 km от върха му, на брега на езерото Киву, е изграден град Гома с население от 1 милион души (2012), чиито жители и сгради са многократни жертви както на изригванията му, така и на отровните емулсии, изхвърляни от кратера и многобройните пукнатини. На 10 януари 1977 г. лавовото езеро изчезва за няколко часа, а след това по склоновете на вулкана се появяват множество пукнатини, почти идеалният му конус се разцепва и избълва разтопена лава, която разрушава всичко по пътя си. Високо в небето са изхвърлени огромни количества газове, пара и вулканична пепел. Езерото му от лава започва да се формира още през 19 век и при това избухване се изпразва за по-малко от час, а лавата потича по три от склоновете на Нирагонго. Тя е базалтова, с необичайно нисък вискозитет и затова се движи с по-голяма от обикновената скорост. За един час изминава около 60 km, като за по-малко от час залива площ от 20 km2. Няколко села са унищожени, а броят на загиналите е твърде неясен – между 70 и 2000 души. Едновременно с тази ерупция съседният вулкан Нямурагира започва да изхвърля лава от новосъздадената на склона му фисура Мурара. Такива изригвания на Нямурагира се наблюдават често през последните 40 години. Все още не е ясно дали тази едновременност е случайна, или логично обоснована.

### Активност през 1982 г. и 1994 т.
Слаба вулканична активност на Нирагонго е отчетена през 1982 г. Вулканът се активизира отново през 1994 г., когато лавата за пореден път запълва дъното на кратера, създавайки огнено езеро с диаметър 40 m.

### Мощно изригване през 2002 г.
При ерупцията му на 17 януари 2002 г. вулканът изхвърля вулканични бомби, шлака, лапили, пепел, гореща пара и отровни газове. Лавата потича на три ръкава, които се сливат и се спускат на юг, залива центъра на град Гома и отнема живота на около 200 души. Стената от лава достига височина от метър и половина и ширина до 300 m. Минава през центъра на града, предизвиква много пожари и разрушава голяма част от сградите му. 16 000 постройки в града са разрушени, а домовете си загубват около 350 000 души. По пътя си унищожава минимум 14 села в близката околност и принуждава десетки хиляди хора да се евакуират в съседната Руанда. Излива се в езерото Киву, отделяйки задушлив дим и създава опасност от избухване на метана, който се образува в него по естествен път. Замърсяването на водите на Киву затруднява снабдяването с чиста вода и сред жителите в околността се появява холера. Избухването става по време на събирането на реколтата от полята, на която се разчита за изхранване на града и околното население. По-голямата част от нея е унищожена от вулкана. В деня след изригването една бензиностанция, попаднала на пътя на лавата, избухва и край нея загиват 50 души. Общо при изригването загиват най-малко 70 души. Бежанците в Руанда са настанени в двадесетина временни лагера край градчето Гисени и наброяват около 300 000 души. Ситуацията се усложнява и от възникналото напрежение между тях и местното население. През следващите дни бизнесът в града изпада в тежка криза, много хора губят освен домовете и работата си и безработицата рязко нараства. ООН и редица други организации изпращат хуманитарни помощи в района. Правителството на Великобритания отпуска 2 милиона фунта като допълнителна помощ, Белгия – 1,25 милиона евро, а Германия изпраща 300 000 евро. Според доклад на ООН помощта, изпратена от организациите и правителствата за по-малко от две седмици, достига 26 милиона щатски долара. След като населението се връща отново в града започва да използва застиналите скали от потоците лава за възстановяване на унищожените сгради.

## Съвременно състояние
Състоянието на Нирагонго и Нямурамура се следи от спътниците на НАСА и се обръща сериозно внимание на всяка промяна. През ноември 2002 г., само 10 месеца след последното изригване, езерото от лава в кратера на Нирагонго се появява отново. През 2010 г. продължава да се наблюдава изхвърляне на високи стълбове от пара, наситена със серен диоксид и вулканична пепел. В подножието на вулкана, в град Гома е създаден пункт за наблюдение на вулканичната дейност. Той е клон към катедрата по геофизика на Centre de Recherche en Sciences Naturelles в ДР Конго. Основното му задължение е наблюдението на двата активни вулкана в планината Вирунга – Нирагонго и Нямурагира. Апаратурата му е била разграбена по време на дългите години войни и граждански вълнения в района. С оглед на изключителната му важност и с помощта на международни организации тече процес за неговото възстановяване.
В началото на 2011 година вулканът се активизира отново.

## Митология
Според вярванията на местното население Нирагонго и Нямурагира са съпрузи. Нямурагира е мъжът и при него изригванията са по-могъщи, а Нирагонго – жената. Душите на съплеменниците им след смъртта отиват да живеят в гърлата на близките вулкани. Душите на мъртвите от племената баняруанди и батузи отиват в Нирагонго, а тези на батокайдживи и бахавути – в Нямурагира. Пристигането на починал вожд предизвиква раздвижване на лавата и малки ерупции. Колкото по-велик е вождът, толкова по-силно изригване предизвиква душата му. Изригване може да се предизвика и ако нещо разсърди душите на умрелите и особено тези на вождовете. За да умилостивят вулканите племената им принасят в жертва кози, крави и бананова бира (помбе).

## Видео
- Nyiragongo Volcano and the Volcanic Observatory of Goma, Congo ((en))
- Nyiragongo Lava Lake – Congo ((en))
- Nyiragongo Volcano ((en))